# Amedeo af Savoyen-Aosta (1943-2021)
Amedeo af Savoyen-Aosta (italiensk: Amedeo Umberto Giorgio Paolo Costantino Elena Fiorenzo Maria Zvonimir) (født 27. september 1943 i Firenze, død 1. juni 2021) var en italiensk prins og tronprætendent fra Huset Savoyen.